# Rambla de Brasil
La rambla de Brasil (en catalán y oficialmente: Rambla del Brasil) es una vía urbana de Barcelona, España. Forma parte del trazado de la ronda del Mig, que desde 1997 circula soterrada por debajo.

## Odonimia
Mientras Sants fue independiente la calle llevó el nombre de Rector y posteriormente de Marqués del Duero, en memoria del que fuera Capitán General de Cataluña, Manuel Gutiérrez de la Concha e Irigoyen. Tras la agregación de Sants a Barcelona, muchas de sus calles fueron renombradas, debido a la duplicidad de odónimos con el nomenclátor de la capital. Una de las afectadas fue la calle Marqués del Duero, existiendo ya una vía barcelonesa con esa dedicación (actual avenida del Paralelo). La calle sansense cambió el nombre por Brasil en 1922, coincidiendo con el centenario de la independencia del país sudamericano.
En 1925, en el plan de ensanche de Las Corts, fue proyectada una vía que unía la avenida de Madrid con la carretera de Sants, cuyo trazado se correspondería a la actual rambla de Brasil. Tras llevar el nombre provisional de calle número 11, en 1933 fue bautizada como calle Joaquín Dicenta, en honor al dramaturgo español. El ayuntamiento republicano no culminó finalmente la apertura de la calle y en 1939 el nuevo consistorio franquista ratificó la denominación de Brasil.
En 1972, con la apertura del I Cinturón, se mantuvo la denominación de calle de Brasil en las calzadas laterales. Tras la reurbanización para convertirla en paseo, el 20 de enero de 1999 el ayuntamiento cambió la consideración de calle por la de rambla.

## Historia
El origen de la calle se remonta a la época de Sants como municipio independiente. Su trazado primitivo, más corto que el actual, nacía en la desaparecida plaza de la Fortuna y moría al llegar la riera de Escuder. Este tramo corresponde al que actualmente delimitan las calles Miguel Ángel y Melchor de Palau.
En 1903, tras la agregación de Sants y otros municipios a Barcelona, el ayuntamiento convocó un concurso para diseñar un plan de enlaces entre la ciudad y los municipios agregados. El proyecto ganador, diseñado por Léon Jaussely, dibujaba una Gran Vía de Ronda, cuyo trazado incorporaba la ya existente calle Brasil. Sin embargo, debido al elevado coste de las obras y las expropiaciones, su realización quedó aparcada varios años.
En los años 1920 la Comisión de Enlaces, encargada de la aplicación del plan, reactivó el proyecto de la Gran Vía de Ronda. Con vistas a la Exposición Internacional de 1929 se inició con la construcción del tramo que iba desde la actual plaza de Prat de la Riba hasta la plaza de la Fortuna. Entre 1925 y 1929 en la calle Brasil se realizaron expropiaciones y derribos para ampliar la anchura. Pero, finalmente, el trazado de la Ronda no se completó, quedando sin construir el tramo que pasaba por los terrenos del Sol de Baix, entre la Travesera de Las Corts y la proyectada prolongación de la calle París (actual avenida Madrid), donde debía enlazar con la calle Brasil.
En los años 1960, con José María de Porcioles como alcalde, el proyecto de la Gran Vía de Ronda fue relanzado y reformulado como autopista urbana, con el nombre de Primer Cinturón de Ronda. El nuevo proyecto aumentaba la anchura de 30 metros, prevista en los planes de principios de siglo, hasta los 50 metros, obligando a realizar múltiples expropiaciones. Este hecho generó episodios de especulación inmobiliaria, con la construcción de grandes edificios de viviendas (denominados en su época «bloques pantalla»), a lado y lado de la nueva autopista. Los vecinos afectados se movilizaron exigiendo mayores indemnizaciones y la cobertura del cinturón, petición esta última que solo fue atendida en la calle Badal.
Entre 1966 y 1967 se realizaron los trabajos de apertura de la calle Brasil hasta la calle de Sants, para empalmar con el túnel de Badal, que comportaron la destrucción de múltiples edificios y vías históricas. Desparecieron las calles Retiro, Viella, Torredembarra y un tramo de Riera de Escuder; también las plazas Fortuna, parte de Vázquez Mella y Víctor Balaguer, popularmente conocida como «plaza del Niño» por la fuente homónima, que fue salvada y reubicada en los jardines de Can Mantega. Sin embargo, la antigua casa consistorial del Sants independiente, ubicada en la misma plaza, fue derribada. En el otro extremo de la calle, las expropiaciones para la apertura hasta la avenida de Madrid afectaron sobre todo a la fábrica de jabones Bonnefoy.
El 19 de marzo de 1972 el alcalde Porcioles inauguró el I Cinturón entre la Zona Franca y la calle Balmes. Este tramo incluía la calle Brasil, donde la vía, por presión vecinal, pasaba deprimida a modo de trinchera, construyéndose un puente para vehículos y peatones en la calle Miguel Ángel. Tres años después, en 1975, las asociaciones vecinales obtuvieron una victoria simbólica en los juzgados, cuando el Tribunal Supremo anuló el acuerdo municipal de construcción del I Cinturón. La alta contaminación ambiental y acústica del Cinturón, así como la cicatriz provocada en la trama urbana del barrio de Sants, mantuvieron activas durante años las luchas vecinales por la cobertura.   
Atendiendo las históricas reivindicaciones vecinales, tras los Juegos Olímpicos de 1992 el Ayuntamiento de Barcelona inició en la calle Brasil la cobertura del I Cinturón, rebautizado entonces como ronda del Mig. Las obras se iniciaron dos años más tarde, el 12 de julio de 1994, con la colocación de la primera piedra por el alcalde Pasqual Maragall. El coste de la intervención, 6 010 120 euros, se sufragó en gran medida con la construcción de un aparcamiento subterráneo con 400 plazas. La urbanización y ajardinamiento del paseo superior resultante, de 10 000 metros cuadrados, fue a cargo de Jordi Henrich y Olga Tarrasó, que por este trabajo obtuvieron el premio Década de arquitectura, fallado por Eduardo Souto de Moura. La nueva rambla de Brasil fue inaugurada el 25 de octubre de 1997 por el alcalde Joan Clos. En los seis años siguientes continuaron las obras de cobertura y urbanización para prolongar la rambla, por el norte por la Gran Vía de Carlos III, hasta prácticamente la avenida Diagonal, y por el sur por la rambla de Badal, hasta la plaza de Cerdá.

## Geografía urbana
La rambla de Brasil tiene una longitud de 400 metros, delimitados por la avenida de Madrid y la calle de Sants, aunque a efectos urbanísticos forma parte de un eje más largo, que incluye también la Gran Vía de Carlos III (hasta la calle Mejía Lequerica) y la rambla de Badal. En todo este tramo la ronda del Mig transcurre soterrada, formando en superficie una larga rambla de 2,2 km de longitud.
El eje central de la rambla de Brasil es una plataforma para peatones que, debido a la existencia de un aparcamiento subterráneo, se eleva unos metros respecto al nivel de los dos carriles de tráfico situados a cada lado. Este paseo central tiene una anchura de 27 metros, con dos franjas 10 metros en cada lateral, destinadas a parterres de césped, arbolado, rampas de acceso y zonas de descanso.
El material protagonista es el acero corten, presente en elementos como los acabados de las rampas, las barandillas, los revestimientos laterales, los pilones, las jardineras y las farolas, en forma de báculo, que fueron diseñadas específicamente para este paseo, siendo uno de sus elementos distintivos.